# Спас-Утешенье
Спас-Утешенье — упразднённое село на территории Рязанского района Рязанской области России. Сохранилось кладбище.

## Название
Названия Спасское, Спасское-Утешенье, Спаса на Утешенье, Городище и Городищево, последние два появились в XX веке по названию соседнего урочища. Спасское дано по названию церкви Преображения Спасова на погосте.

## География
Находилось при реке Шумка, в 1,5 км восточнее деревни Матчино.

## История
До упразднения уездно-губернского деления входило в состав
Затишьевской волости Рязанского уезда Рязанской губернии.
У Спас-Утешенья был свой приход. В XVII веке в его состав, кроме села, входили 14 деревень. В конце XIX века в состав прихода входили только 9 деревень — Матчино, Ровное, Спасские Выселки, Синец, Глядково, Сажнево, Романцево и две деревни под названием Агарково. К 1890 году в приходе проживало 697 мужчин и 735 женщин в 211 дворах.
На карте Рязанского уезда 1924 года указано как Спас-Утешение.
На предвоенной карте РККА указано как Затишьевские Выселки

## Археологическое исследование
У бывшего села Спас-Утешенье найдено селище XVI—XVII вв. У деревни Городищево, в одном километре к югу обнаружено селище XIII—XIV вв. В 200 метрах к юго-западу от деревни на мысу между отрогами оврага ручья впадающего в реку Шумка находится городище раннего железного века. Городище укреплено эскарпом со стороны мыса и валом со рвом с напольной стороны. Найдены фрагменты лепной керамики с рогожными и сетчатыми отпечатками.

## Известные уроженцы, жители
В селе родился русский и советский певец (тенор) и педагог Николай Николаевич Озеров.
Его отец, Николай Степанович Озеров, служил священником в церкви в селе Спас-Утешенье, построенным Николаем Павловичом Левицким, из рода Левицких, друг Михаила Лермонтова.

## Транспорт
Остановка общественного транспорта «Кладбище» на региональной автодороге 61Н-472. В 2025 году стало известно, что через Затишьевские Выселк проложен маршрут нового участка Южного обхода Рязани .